# Alfred N'Diaye
Alfred N'Diaye (París, 6 de marzo de 1990) es un futbolista franco-senegalés que juega en la demarcación de centrocampista.

## Trayectoria
Comenzó su carrera deportiva en el Nancy, donde debutó con 17 años. 
Fue traspasado en 2011 al Bursaspor de la liga turca. En enero de 2013 fue fichado por el Sunderland A. F. C., donde solo jugó hasta el final de esa temporada. En la 2013-14 fue cedido sucesivamente al Eskişehirspor y al Real Betis, que terminó adquiriendo sus derechos en el verano de 2014 y con el que logró el ascenso a la Primera División de España en 2015.
En julio de 2016 el Villarreal Club de Fútbol se hizo con sus servicios por 5 temporadas. El Betis, club con el que llegó a España en enero de 2014, percibiría 7,5 millones de euros fijos en concepto de traspaso y otro millón y medio adicional en función de varios objetivos deportivos del conjunto castellonense. El 1 de septiembre de 2017 se marchó cedido por una temporada al Wolverhampton Wanderers Football Club.
En verano de 2018 el Málaga C. F. se hizo con sus servicios en calidad de cesión. En septiembre del año siguiente se marchó al Al-Shabab Club saudí, donde estuvo hasta 2022. 
El 1 de septiembre regresó al Málaga C. F., firmando un contrato hasta 2024. Esta segunda etapa en el club terminó un año antes después de quedar libre como consecuencia del descenso de categoría. Entonces estuvo varios meses sin equipo hasta que en febrero de 2024 fichó por el F. C. Noah armenio.

## Selección nacional
Ha sido 29 veces internacional con la selección senegalesa desde 2013 y ha conseguido anotar un gol. Aunque antes había jugado con las selecciones inferiores de Francia desde la sub-17 hasta la sub-21, con las que participó en la Copa Mundial de Fútbol Sub-17 de 2007 y en el Campeonato Europeo de la UEFA Sub-19 2009.
Jugó la Copa Mundial de Fútbol de 2018 con la selección de Senegal, que fue eliminada en la primera fase.

## Clubes
| Club                                   | País           | Año       |
| -------------------------------------- | -------------- | --------- |
| A. S. Nancy-Lorraine                   | Francia        | 2007-2011 |
| Bursaspor (cedido)                     | Turquía        | 2011-2013 |
| Sunderland A. F. C.                    | Inglaterra     | 2013-2014 |
| Eskişehirspor (cedido)                 | Turquía        | 2013-2014 |
| Real Betis Balompié                    | España         | 2014-2016 |
| Villarreal C. F.                       | España         | 2016-2019 |
| Hull City A. F. C. (cedido)            | Inglaterra     | 2017      |
| Wolverhampton Wanderers F. C. (cedido) | Inglaterra     | 2017-2018 |
| Málaga C. F. (cedido)                  | España         | 2018-2019 |
| Al-Shabab Club                         | Arabia Saudita | 2019-2022 |
| Málaga C. F.                           | España         | 2022-2023 |
| F. C. Noah                             | Armenia        | 2024      |

1. ↑  La primera parte del año 2014 como cedido.

## Palmarés

### Títulos nacionales
| Título                       | Club                          | País       | Año  |
| ---------------------------- | ----------------------------- | ---------- | ---- |
| Football League Championship | Wolverhampton Wanderers F. C. | Inglaterra | 2018 |